# Eclissi solare del 14 marzo 1820
L'eclissi solare del 14 marzo 1820, di tipo totale, è un evento astronomico che ha avuto luogo il suddetto giorno attorno alle ore 13:37 UTC. La durata della fase massima dell'eclissi è stata di 3 minuti e 20 secondi e l'ombra lunare sulla superficie terrestre raggiunse una larghezza di 220 km;
L'eclissi del 14 marzo 1820 divenne la prima eclissi solare nel 1820 e la 50ª nel XIX secolo. La precedente eclissi solare ebbe luogo il 19 ottobre 1819, la seguente il 7 settembre 1820.
L'evento si è manifestato quasi totalmente sulla superficie acquea del sud Atlantico lambendo parzialmente il Sud Africa.    

## Eclissi correlate

### Ciclo di Saros 117
La serie 117 del ciclo di Saros per le eclissi solari si verifica nel nodo ascendente della Luna, ripetendosi ogni 18 anni, 11 giorni, contenente 71 eventi. La prima eclissi di questa serie fu il 24 giugno 792 d.C. L'eclissi finale di questa serie sarà il 3 agosto 2054.